# Arbeitsgemeinschaft für rheinische Musikgeschichte
Die Arbeitsgemeinschaft für Rheinische Musikgeschichte (AGRM) ist ein eingetragener gemeinnütziger Verein und wurde 1933 von Ludwig Schiedermair gegründet. Aktuelle Vorsitzende ist Christine Siegert, Leiterin Archiv und Verlag des Beethoven-Hauses Bonn.
Die AGRM erforscht wissenschaftlich die Musikgeschichte des Rheinlands und das Musikleben im Rheinland. Hauptziel sind die Erhaltung und Erschließung musikalisch bedeutender Publikationen („Denkmäler“) und das Sammeln von Dokumenten.
Sie unterstützt darüber hinaus musikwissenschaftliche Ausstellungen und führt Tagungen und Symposien durch.

## Wissenschaftliche Veröffentlichungen
- Beiträge zur rheinischen Musikgeschichte
- Denkmäler rheinischer Musik